# Olympische Winterspiele 1998/Biathlon
Bei den XVIII. Olympischen Winterspielen 1998 in Nagano fanden sechs Wettbewerbe im Biathlon statt. Austragungsort war das Biathlonstadion in Nozawa Onsen.

## Wettbewerbe
Bei den Wettbewerben gab es keine Veränderungen gegenüber den letzten Spielen in Lillehammer. Ausgetragen wurden je drei Disziplinen (Sprint, Einzel, Staffel) für Frauen und Männer. Nicht ins Programm aufgenommen wurde der Mannschaftswettbewerb, für den es letztmalig eine Weltmeisterschaft in Hochfilzen gab. Von der kommenden Saison an gehörte dieser Wettkampf nicht mehr zum Weltcup- und WM-Angebot. Auch der bei Weltmeisterschaften Pokljuka für Männer und Frauen erstmals ausgetragene Verfolgungswettbewerb war in Nagano noch nicht olympisch. Diese äußerst attraktive Disziplin wurde schon bei den Spielen 2002 in Salt Lake City ins olympische Angebot aufgenommen.

## Bilanz

### Medaillenspiegel
| Platz | Land        | Gold | Silber | Bronze | Gesamt |
| ----- | ----------- | ---- | ------ | ------ | ------ |
| 1     | Norwegen    | 2    | 2      | 1      | 5      |
| 2     | Deutschland | 2    | 1      | 2      | 5      |
| 3     | Russland    | 1    | 1      | 1      | 3      |
| 4     | Bulgarien   | 1    | –      | –      | 1      |
| 5     | Italien     | –    | 1      | –      | 1      |
| 5     | Ukraine     | –    | 1      | –      | 1      |
| 7     | Finnland    | –    | –      | 1      | 1      |
| 7     | Belarus     | –    | –      | 1      | 1      |

### Medaillengewinner
| Konkurrenz         | Gold                                                                        | Silber                                                                                      | Bronze                                                                                     |
| ------------------ | --------------------------------------------------------------------------- | ------------------------------------------------------------------------------------------- | ------------------------------------------------------------------------------------------ |
| Sprint 10 km       | Ole Einar Bjørndalen                                                        | Frode Andresen                                                                              | Ville Räikkönen                                                                            |
| Einzel 20 km       | Halvard Hanevold                                                            | Pieralberto Carrara                                                                         | Oleksij Ajdarow                                                                            |
| Staffel 4 × 7,5 km | Deutschland 0000Ricco Groß 0000Peter Sendel 0000Sven Fischer 0000Frank Luck | Norwegen 0000Egil Gjelland 0000Halvard Hanevold 0000Dag Bjørndalen 0000Ole Einar Bjørndalen | Russland 0000Pawel Muslimow 0000Wladimir Dratschow 0000Sergei Tarassow 0000Wiktor Maigurow |

| Konkurrenz         | Gold                                                                           | Silber                                                                           | Bronze |
| ------------------ | ------------------------------------------------------------------------------ | -------------------------------------------------------------------------------- | --- |
| Sprint 7,5 km      | Galina Kuklewa                                                                 | Uschi Disl                                                                       | Katrin Apel                                                                                                |
| Einzel 15 km       | Ekaterina Dafowska                                                             | Olena Petrowa                                                                    | Uschi Disl                                                                                                 |
| Staffel 4 × 7,5 km | Deutschland 0000Uschi Disl 0000Martina Zellner 0000Katrin Apel 0000Petra Behle | Russland 0000Olga Melnik 0000Galina Kuklewa 0000Albina Achatowa 0000Olga Romasko | Norwegen 0000Ann-Elen Skjelbreid 0000Annette Sikveland 0000Gunn Margit Andreassen 0000Liv Grete Skjelbreid |

## Ergebnisse Männer

### Sprint 10 km
| Platz | Land | Sportler             | Zeit (min) | Fehler  |
| ----- | ---- | -------------------- | ---------- | ------- |
| 01    | NOR  | Ole Einar Bjørndalen | 27:16,2    | 0 (0+0) |
| 02    | NOR  | Frode Andresen       | 28:17,8    | 2 (1+1) |
| 03    | FIN  | Ville Räikkönen      | 28:21,7    | 1 (0+1) |
| 04    | RUS  | Wiktor Maigurow      | 28:36,0    | 0 (0+0) |
| 05    | LAT  | Jēkabs Nākums        | 28:36,9    | 1 (1+0) |
| 06    | LAT  | Oļegs Maļuhins       | 28:37,4    | 1 (1+0) |
| 07    | GER  | Frank Luck           | 28:40,3    | 1 (1+0) |
| 08    | NOR  | Halvard Hanevold     | 28:40,8    | 2 (1+1) |
| 9     | FIN  | Paavo Puurunen       | 28:44,0    | 0 (0+0) |
| 10    | ITA  | Pieralberto Carrara  | 28:44,2    | 2 (1+1) |
| 11    | AUT  | Ludwig Gredler       | 28:44,3    | 2 (0+2) |
|       |      |                      |            |         |
| 14    | ITA  | Wilfried Pallhuber   | 28:50,1    | 1 (1+0) |
|       |      |                      |            |         |
| 17    | GER  | Ricco Groß           | 29:13,9    | 1 (0+1) |
|       |      |                      |            |         |
| 29    | GER  | Sven Fischer         | 29:47,1    | 2 (2+0) |
|       |      |                      |            |         |
| 38    | AUT  | Wolfgang Perner      | 30:13,5    | 4 (2+2) |
| 39    | AUT  | Wolfgang Rottmann    | 30:16,0    | 2 (1+0) |
|       |      |                      |            |         |
| 62    | AUT  | Reinhard Neuner      | 31:45,3    | 5 (2+3) |
|       | …    |                      |            |         |

Datum: 18. Februar 1998, 12:15 Uhr

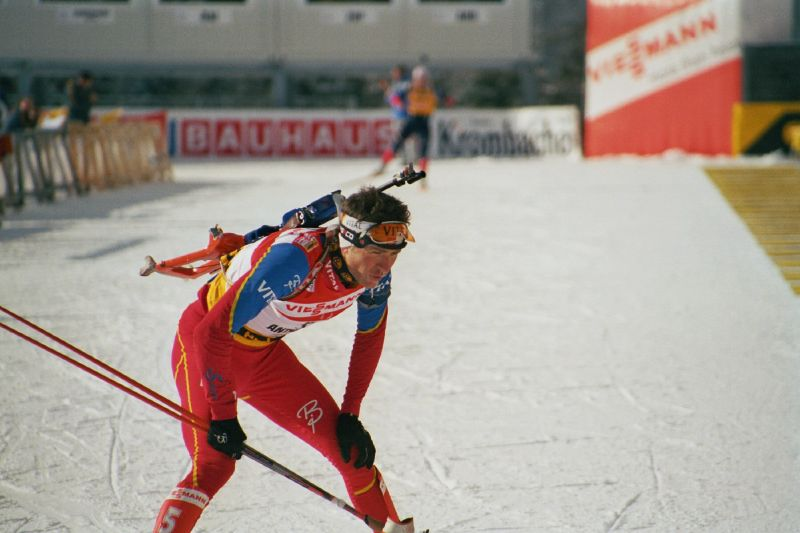
Ole Einar Bjørndalen (Foto: 2006) errang seine erste olympische Goldmedaille

Totalanstieg: 380 m, Maximalanstieg: 32 m, Höhenunterschied: 92 m

73 Teilnehmer aus 30 Ländern, davon 71 in der WertungRennen nicht beendet: Jean-Marc Chabloz (SUI), Raphaël Poirée (FRA).
Das Rennen war schon am 17. Februar gestartet worden, musste aber knapp vor dem Ende wegen zu starken Nebels (die Zielscheiben waren nicht mehr zu sehen) abgebrochen und am nächsten Tag neu gestartet werden. Zum Zeitpunkt des Abbruchs führte der spätere Sieger Ole Einar Bjørndalen.

### Einzel 20 km
| Platz | Land | Sportler             | Zeit          | Fehler      |
| ----- | ---- | -------------------- | ------------- | ----------- |
| 01    | NOR  | Halvard Hanevold     | 0056:16,4 min | 1 (0+0+0+1) |
| 02    | ITA  | Pieralberto Carrara  | 0056:21,9 min | 0 (0+0+0+0) |
| 03    | BLR  | Oleksij Ajdarow      | 0056:46,5 min | 1 (0+0+0+1) |
| 04    | CZE  | Ivan Masařík         | 0057:32,7 min | 1 (0+0+0+1) |
| 05    | LAT  | Ilmārs Bricis        | 0058:17,1 min | 3 (0+1+2+0) |
| 06    | GER  | Ricco Groß           | 0058:17,4 min | 1 (0+0+1+0) |
| 07    | NOR  | Ole Einar Bjørndalen | 0058:18,8 min | 4 (1+0+2+1) |
| 08    | GER  | Peter Sendel         | 0058:30,3 min | 1 (1+0+0+0) |
| 09    | BLR  | Aleh Ryschankou      | 0058:31,3 min | 2 (0+1+0+1) |
| 10    | NOR  | Dag Bjørndalen       | 0058:34,7 min | 1 (0+0+0+1) |
|       |      |                      |               |             |
| 12    | AUT  | Ludwig Gredler       | 0058:56,5 min | 3 (2+0+0+2) |
|       |      |                      |               |             |
| 16    | GER  | Sven Fischer         | 0059:26,1 min | 3 (1+0+1+1) |
|       |      |                      |               |             |
| 24    | AUT  | Wolfgang Perner      | 1:00:14,1 h00 | 4 (0+1+1+2) |
|       |      |                      |               |             |
| 26    | AUT  | Wolfgang Rottmann    | 1:00:23,5 h00 | 2 (0+1+0+1) |
|       |      |                      |               |             |
| 32    | GER  | Jan Wüstenfeld       | 1:01:07,7 h00 | 4 (0+0+2+2) |
| 41    | ITA  | Wilfried Pallhuber   | 1:02:07,7 h00 | 5 (2+1+2+0) |
|       |      |                      |               |             |
| 51    | SUI  | Jean-Marc Chabloz    | 1:03:41,0 h00 | 4 (1+1+1+1) |
|       |      |                      |               |             |
| 62    | AUT  | Günther Dengg        | 1:05:33,9 h00 | 5 (0+2+2+1) |
|       | …    |                      |               |             |

Datum: 11. Februar 1998, 10:00 Uhr

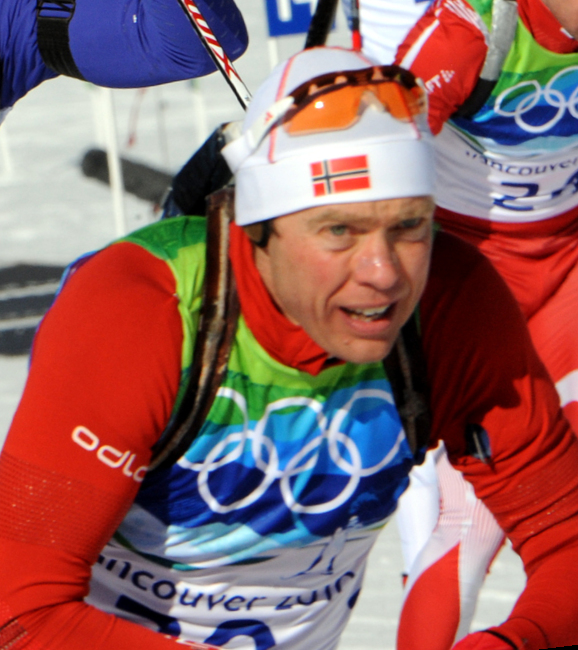
Der 2019 verstorbene Halvard Hanevold (hie rim Jahr 2010) siegte im Einzelwettbewerb mit fünf Sekunden Vorsprung

Totalanstieg: 719 m, Maximalanstieg: 25 m, Höhenunterschied: 92 m

72 Teilnehmer aus 29 Ländern, davon 71 in der WertungRennen nicht beendet: Vesa Hietalahti (FIN).

### 4 × 7,5 km Staffel

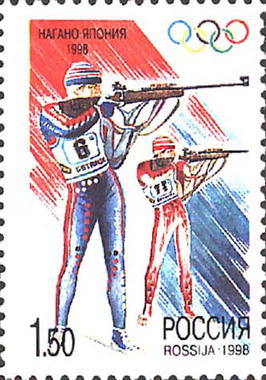
Russische Briefmarke zum Biathlon bei den Spielen in Nagano

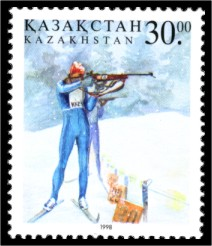
Briefmarke aus Kasachstan zum Biathlon bei den Spielen in Nagano

| Platz | Land Sportler                                                                                    | Zeit                                                        | Strafrunden + Nachlader                           |
| ----- | ------------------------------------------------------------------------------------------------ | ----------------------------------------------------------- | ------------------------------------------------- |
| 01    | Deutschland 0000Ricco Groß 0000Peter Sendel 0000Sven Fischer 0000Frank Luck                      | 1:21:36,2 h 20:09,3 min 19:56,6 min 20:18,0 min 21:12,3 min | 0+4 / 0+2 0+0 / 0+1 0+0 / 0+0 0+2 / 0+0 0+2 / 0+1 |
| 02    | Norwegen 0000Egil Gjelland 0000Halvard Hanevold 0000Dag Bjørndalen 0000Ole Einar Bjørndalen      | 1:21:56,3 h 20:33,8 min 20:08,7 min 21:25,0 min 19:48,8 min | 0+4 / 0+3 0+1 / 0+1 0+1 / 0+0 0+2 / 0+2 0+0 / 0+0 |
| 03    | Russland 0000Pawel Muslimow 0000Wladimir Dratschow 0000Sergei Tarassow 0000Wiktor Maigurow       | 1:22:19,3 h 20:35,9 min 19:56,6 min 21:01,4 min 20:45,4 min | 0+3 / 0+4 0+0 / 0+1 0+0 / 0+2 0+3 / 0+0 0+0 / 0+1 |
| 04    | Belarus 0000Oleksij Ajdarow 0000Aleh Ryschankou 0000Aljaksandr Papou 0000Wadsim Saschuryn        | 1:23:14,0 h 20:23,6 min 20:18,5 min 21:08,3 min 21:23,6 min | 0+0 / 0+4 0+0 / 0+0 0+0 / 0+3 0+0 / 0+1 0+0 / 0+0 |
| 05    | Polen 0000Wiesław Ziemianin 0000Tomasz Sikora 0000Jan Ziemianin 0000Wojciech Kozub               | 1:24:09,8 h 20:29,7 min 20:54,5 min 21:34,3 min 21:11,3 min | 0+2 / 0+6 0+0 / 0+1 0+0 / 0+2 0+0 / 0+1 0+2 / 0+2 |
| 06    | Lettland 0000Oļegs Maļuhins 0000Ilmārs Bricis 0000Gundars Upenieks 0000Jēkabs Nākums             | 1:26:58,0 h 20:18,2 min 19:46,7 min 22:48,1 min 21:31,4 min | 0+6 / 2+6 0+2 / 0+0 0+1 / 0+0 0+3 / 1+3 0+0 / 1+3 |
| 07    | Frankreich 0000Andreas Heymann 0000Raphaël Poirée 0000Thierry Dusserre 0000Patrice Bailly-Salins | 1:24:53,0 h 20:44,5 min 20:04,4 min 22:12,0 min 21:52,1 min | 0+4 / 2+7 0+1 / 0+0 0+2 / 0+1 0+1 / 1+3 0+0 / 1+3 |
| 08    | Finnland 0000Ville Räikkönen 0000Paavo Puurunen 0000Harri Eloranta 0000Olli-Pekka Peltola        | 1:25:01,4 h 20:34,3 min 20:08,6 min 22:31,0 min 21:47,5 min | 0+4 / 2+7 0+3 / 0+3 0+1 / 0+1 0+0 / 0+3 0+3 / 1+3 |
| 09    | Italien 0000Patrick Favre 0000Wilfried Pallhuber 0000René Cattarinussi 0000Pieralberto Carrara   | 1:25:07,3 h 20:32,6 min 21:04,8 min 22:39,1 min 21:17,3 min | 1+6 / 1+9 0+1 / 0+1 0+0 / 1+3 1+3 / 0+3 0+2 / 0+2 |
| 10    | Schweden 0000Mikael Löfgren 0000Jonas Eriksson 0000Tord Wiksten 0000Fredrik Kuoppa               | 1:25:25,7 h 20:32,6 min 21:04,8 min 22:39,1 min 21:17,3 min | 0+7 / 0+7 0+3 / 0+2 0+2 / 0+3 0+2 / 0+2 0+0 / 0+0 |
| 11    | Österreich 0000Wolfgang Perner 0000Ludwig Gredler 0000Reinhard Neuner 0000Wolfgang Rottmann      | 1:25:33,8 h 20:32,6 min 21:04,8 min 22:39,1 min 21:17,3 min | 1+6 / 1+9 0+1 / 0+1 0+0 / 1+3 1+3 / 0+3 0+2 / 0+2 |
|       | …                                                                                                |                                                             |                                                   |

Datum: 21. Februar 1998, 13:00 Uhr
Totalanstieg: 286 m, Maximalanstieg: 32 m, Höhenunterschied: 68 m

18 Staffeln am Start, alle in der Wertung

## Ergebnisse Frauen

### Sprint 7,5 km
| Platz | Land | Sportlerin               | Zeit (min) | Fehler  |
| ----- | ---- | ------------------------ | ---------- | ------- |
| 01    | RUS  | Galina Kuklewa           | 23:08,0    | 1 (1+0) |
| 02    | GER  | Uschi Disl               | 23:08,7    | 1 (0+1) |
| 03    | GER  | Katrin Apel              | 23:32,4    | 1 (0+1) |
| 04    | SVK  | Soňa Mihoková            | 23:42,3    | 1 (0+1) |
| 05    | CHN  | Yu Shumei                | 23:44,0    | 0 (0+0) |
| 06    | POL  | Anna Stera               | 23:53,1    | 2 (1+1) |
| 07    | CZE  | Martina Schwarzbacherova | 23:54,5    | 1 (1+0) |
| 08    | FIN  | Mari Lampinen            | 23:55,2    | 0 (0+0) |
| 09    | SVK  | Anna Murínová            | 23:56,7    | 0 (0+0) |
| 10    | ITA  | Nathalie Santer          | 23:59,6    | 1 (1+0) |
|       |      |                          |            |         |
| 16    | GER  | Petra Behle              | 24:09,9    | 2 (2+0) |
|       |      |                          |            |         |
| 30    | GER  | Martina Zellner          | 25:09,8    | 2 (2+0) |
|       | …    |                          |            |         |

Datum: 15. Februar 1998, 10:00 Uhr
Totalanstieg: 260 m, Maximalanstieg: 25 m, Höhenunterschied: 68 m

64 Teilnehmerinnen aus 24 Ländern, alle in der Wertung

### Einzel 15 km
| Platz | Land | Sportlerin         | Zeit          | Fehler      |
| ----- | ---- | ------------------ | ------------- | ----------- |
| 01    | BUL  | Ekaterina Dafowska | 0054:52,0 min | 1 (0+0+1+0) |
| 02    | UKR  | Olena Petrowa      | 0055:09,8 min | 1 (1+0+0+0) |
| 03    | GER  | Uschi Disl         | 0055:17,9 min | 1 (0+0+0+1) |
| 04    | BUL  | Pawlina Filipowa   | 0055:18,1 min | 1 (0+0+0+1) |
| 05    | SLO  | Andreja Grašic     | 0056:01,9 min | 4 (1+0+1+2) |
| 06    | JPN  | Ryōko Takahashi    | 0056:17,4 min | 3 (1+0+1+1) |
| 07    | RUS  | Albina Achatowa    | 0056:21,7 min | 1 (0+0+0+1) |
| 08    | NOR  | Annette Sikveland  | 0056:38,7 min | 3 (0+0+1+1) |
| 09    | CHN  | Yu Shumei          | 0056:41,3 min | 2 (0+1+1+0) |
| 10    | GER  | Martina Zellner    | 0056:46,3 min | 4 (1+2+1+0) |
|       |      |                    |               |             |
| 18    | ITA  | Nathalie Santer    | 0058:01,0 min | 4 (2+1+1+0) |
|       |      |                    |               |             |
| 27    | GER  | Petra Behle        | 0059:29,7 min | 1 (0+0+1+0) |
|       |      |                    |               |             |
| 39    | GER  | Katja Beer         | 1:01:26,4 h00 | 4 (0+1+2+1) |
|       | …    |                    |               |             |

Datum: 9. Februar 1998, 10:00 Uhr

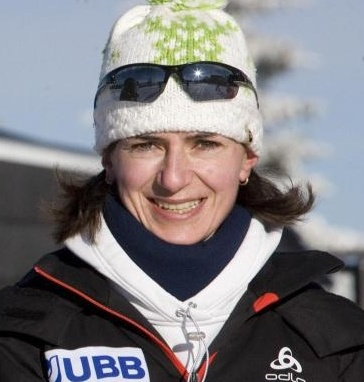
Mit starker Lauf- und Schießleistung gewann Ekaterina Dafowska Gold im Einzelwettbewerb

Totalanstieg: 488 m, Maximalanstieg: 28 m, Höhenunterschied: 88 m

64 Teilnehmerinnen aus 29 Ländern, alle in der Wertung

### 4 × 7,5 km Staffel
| Platz | Land Sportlerinnen                                                                                         | Zeit                                                        | Strafrunden + Nachlader                           |
| ----- | --- | ----------------------------------------------------------- | ------------------------------------------------- |
| 01    | Deutschland 0000Uschi Disl 0000Martina Zellner 0000Katrin Apel 0000Petra Behle                             | 1:40:13,6 h 25:20,3 min 24:46,1 min 24:39,2 min 25:28,0 min | 0+5 / 0+6 0+2 / 0+3 0+1 / 0+0 0+0 / 0+2 0+2 / 0+1 |
| 02    | Russland 0000Olga Melnik 0000Galina Kuklewa 0000Albina Achatowa 0000Olga Romasko                           | 1:40:25,2 h 25:32,1 min 24:27,4 min 24:59,8 min 25:25,9 min | 0+7 / 0+2 0+1 / 0+2 0+3 / 0+0 0+2 / 0+0 0+1 / 0+0 |
| 03    | Norwegen 0000Ann-Elen Skjelbreid 0000Annette Sikveland 0000Gunn Margit Andreassen 0000Liv Grete Skjelbreid | 1:40:37,3 h 25:47,2 min 24:55,0 min 25:20,8 min 24:34,3 min | 1+4 / 1+6 0+1 / 1+3 1+3 / 0+1 0+0 / 0+0 0+0 / 0+2 |
| 04    | Slowakei 0000Martina Schwarzbacherova 0000Anna Murínová 0000Tatiana Kutlíková 0000Soňa Mihoková            | 1:41:20,6 h 24:44,5 min 24:57,1 min 26:31,5 min 25:07,5 min | 0+5 / 2+4 0+1 / 0+0 0+2 / 0+1 0+1 / 2+3 0+1 / 0+0 |
| 05    | Ukraine 0000Walentyna Zerbe-Nessina 0000Olena Petrowa 0000Tetjana Wodopjanowa 0000Olena Subrylowa          | 1:42:32,6 h 26:36,5 min 25:20,9 min 25:43,9 min 24:51,3 min | 0+3 / 0+3 0+0 / 0+2 0+0 / 0+0 0+2 / 0+0 0+1 / 0+1 |
| 06    | Tschechien 0000Kateřina Losmanova 0000Irena Česneková 0000Jiřina Pelcová 0000Eva Háková                    | 1:43:20,5 h 25:32,4 min 26:16,6 min 26:49,7 min 24:41,8 min | 0+4 / 0+6 0+1 / 0+0 0+1 / 0+3 0+1 / 0+1 0+1 / 0+2 |
| 07    | Volksrepublik China 0000Yu Shumei 0000Sun Ribo 0000Liu Jinfeng 0000Liu Xianying                            | 1:43:32,6 h 25:15,7 min 25:17,2 min 25:59,0 min 27:00,7 min | 0+4 / 1+6 0+1 / 0+0 0+0 / 0+2 0+1 / 0+0 0+1 / 0+1 |
| 08    | Frankreich 0000Christelle Gros 0000Emmanuelle Claret 0000Florence Baverel 0000Corinne Niogret              | 1:43:54,6 h 26:20,6 min 25:17,7 min 26:20,7 min 25:55,6 min | 0+3 / 0+5 0+1 / 0+2 0+0 / 0+2 0+1 / 0+0 0+1 / 0+1 |
| 09    | Slowenien 0000Lucija Larisi 0000Andreja Grašic 0000Matejka Mohorič 0000Tadeja Brankovič                    | 1:44:18,8 h 25:15,7 min 25:17,2 min 25:59,0 min 27:00,7 min | 2+8 / 1+6 1+3 / 1+3 0+1 / 0+3 0+1 / 0+0 1+3 / 0+0 |
| 10    | Schweden 0000Maria Schylander 0000Kristina Brounéus 0000Magdalena Forsberg 0000Eva-Karin Westin            | 1:44:50,8 h 26:20,6 min 25:17,7 min 26:20,7 min 25:55,6 min | 0+3 / 0+4 0+1 / 0+2 0+2 / 0+0 0+0 / 0+2 0+0 / 0+0 |
|       | … |                                                             |                                                   |

Datum: 19. Februar 1998, 13:00 Uhr
17 Staffeln am Start, alle in der Wertung